# Axel Kufus
Axel Kufus (* 25. Mai 1958 in Essen) ist ein deutscher Produktdesigner und Hochschulprofessor an der Universität der Künste Berlin.

## Leben und Wirken
Nach dem Abitur 1977 am Gymnasium Petrinum Recklinghausen absolvierte Kufus eine Lehre als Möbelschreiner in Kempen, die er 1979 erfolgreich beendete. Ab 1979 arbeitete Kufus für drei Jahre mit dem Bildhauer Richard Mühlemeier in Bischofsheim/Rhön zusammen. Im Jahr 1983 erhielt er seinen Meisterbrief an der Holzfachschule Bad Wildungen. Nach einigen Jahren der Zusammenarbeit mit der Bildhauerin Ulrike Holthöfer in Kassel, Düsseldorf und Berlin studierte er von 1985 bis 1987 Design an der Hochschule der Künste Berlin. In der Zeit zwischen 1986 und 1994 war er Teilhaber der CrelleWerkstatt in Berlin. Dort konzipierte er eine „Standbein/Spielbein-Strategie“ für eine prototypische Werkstatt, experimentierte mit einfachsten Bauweisen aus Halbzeugen und produzierte die daraus entwickelten Möbel in Serie. Von 1989 bis 1993 kooperierte er mit Jasper Morrison und Andreas Brandolini unter dem Label „Utilism International“.
1990 gründete er das Werkstudio Berlin und entwickelte seitdem Produkte für die Firmen Nils Holger Moormann, Cappellini, Magis und Nomos Glashütte wie auch Interiors für die documenta 11, Deutsche Bischofskonferenz, Johanneskirche Düsseldorf, Kunsthalle Mannheim und Kunsthalle Praha.
1993 bekam er einen Ruf an die Bauhaus-Universität Weimar und lehrte dort bis 2003 als Professor für Produkt-Design.
Von 2004 bis 2023 war er Professor für Entwerfen und Entwickeln im Design an der Universität der Künste in Berlin. Dort war er Initiator experimenteller Kooperationsformate am Campus Charlottenburg wie DesignReaktor, Schwarm-Labor und Campus-Kollisionen. Von 2008 bis 2012 gehörte er dem Leitungsteam der Graduiertenschule für die Künste und die Wissenschaften an der UdK Berlin an.
Er ist Mitglied internationaler Jurys und Beiräte.
Kufus lebt mit seiner Familie in Berlin.

## Auszeichnungen
- 1997: Kölner Klopfer der Köln International School of Design[3]